# Bronisław Pieracki
Bronisław Wilhelm Pieracki, né le 28 mai 1895 à Gorlice, et mort le 15 juin 1934 à Varsovie, était un officier militaire polonais et un homme politique. Il a été ministre de l'Intérieur (Ministry of Interior and Administration (Poland) (en)) du 23 juin 1931 au 15 juin 1934, jour de son assassinat par l'Organisation des nationalistes ukrainiens.

## Source de la traduction
- (en) Cet article est partiellement ou en totalité issu de l’article de Wikipédia en anglais intitulé « Bronisław Pieracki » (voir la liste des auteurs).